# Pont de Miluze
El pont de Miluze està situat a la ciutat de Pamplona, comunitat foral de Navarra, Espanya. Aquest pont travessa el riu Arga i es troba al barri de San Jorge. Es tracta del pont més occidental i allunyat del nucli urbà de la ciutat.

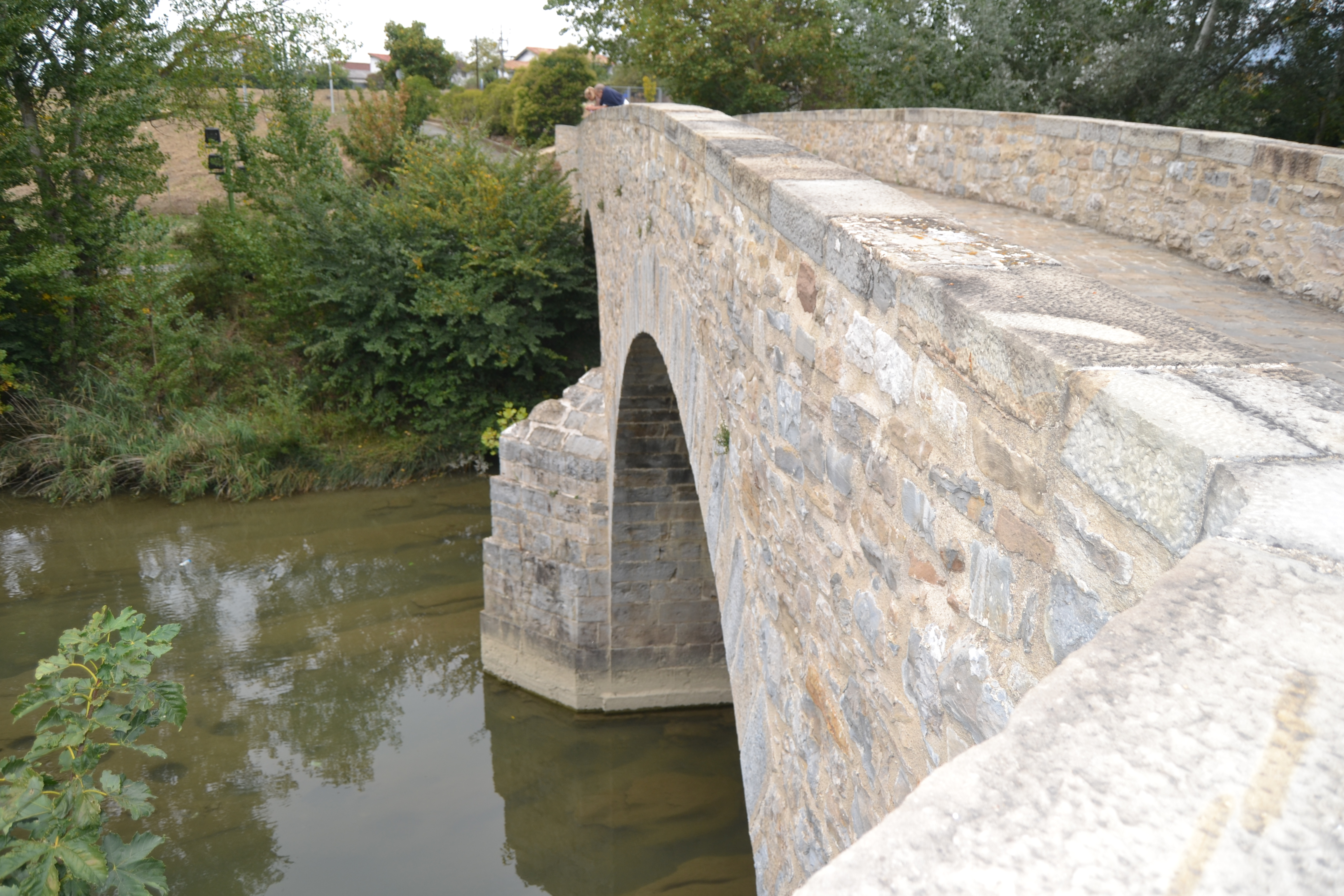
El pont des de dalt

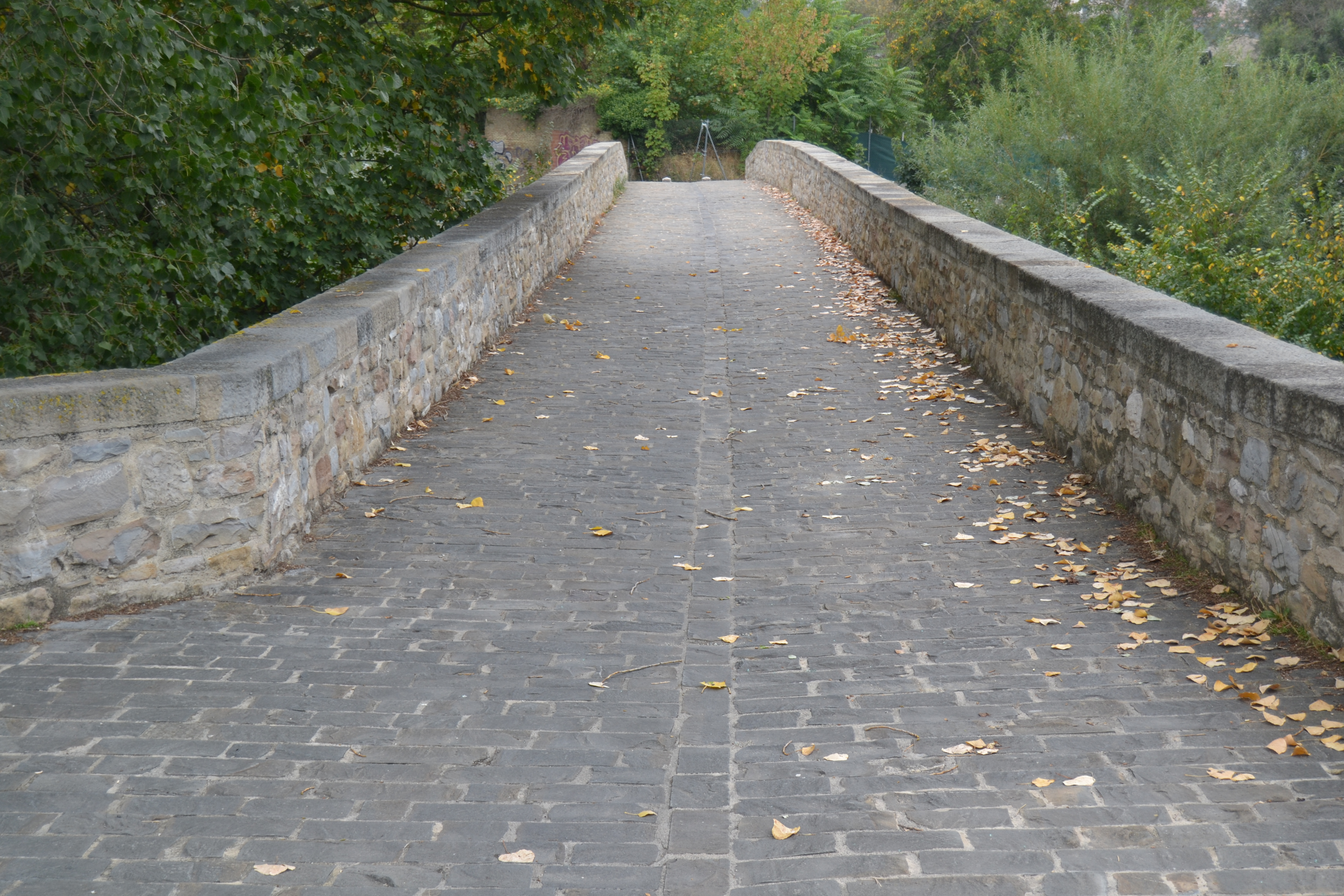
Calçada

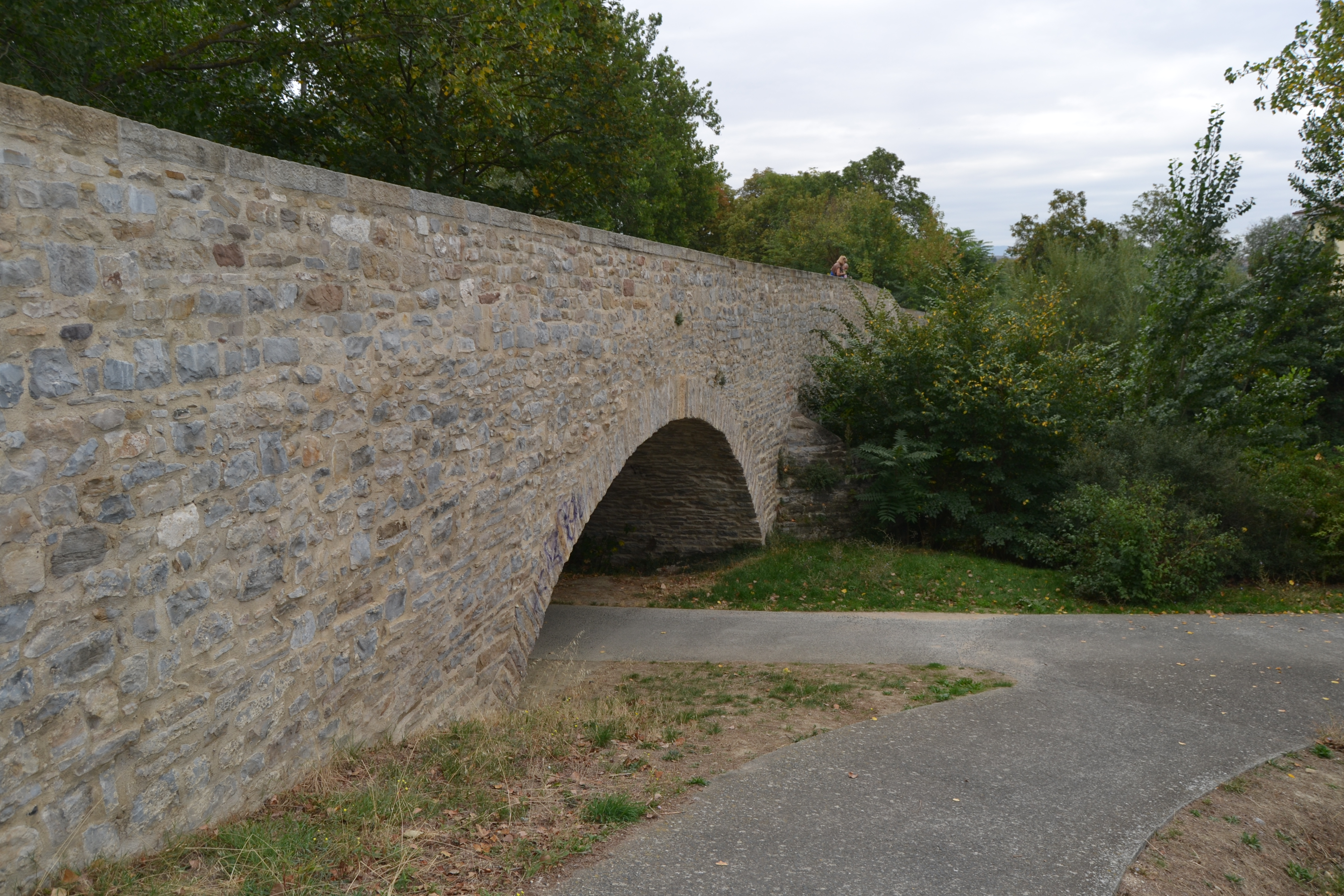
Vista des d'un extrem

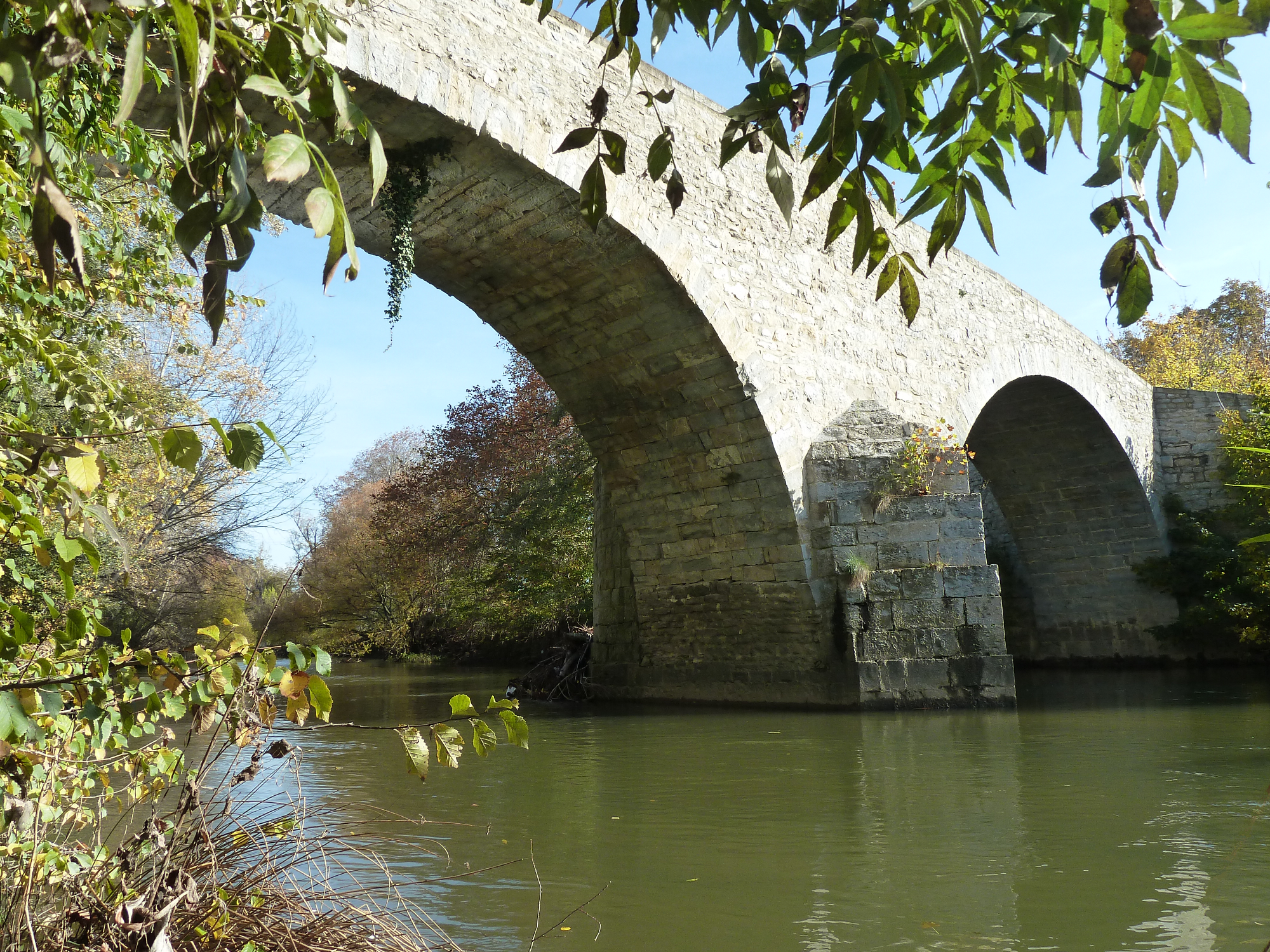
Pilar amb tallamars

Pont medieval en maçoneria i cadirat de possible origen romà. Ja figura en la documentació de començaments del segle xiii. En consta una reconstrucció que en va temperar el pendent en el segle xix. Potser es va destruir deliberadament en temps de la Guerra del Francès al començament del segle xix. El 1875 hi havia una fàbrica de conserves al costat del pont, prop de la via fèrria.
Les parts més antigues són els tres arcs de mig punt, intradós i barana, que es van aixecar en pedra. En els pilars centrals es van col·locar dos tallamars a banda i banda sense arribar a la calçada. D'ús per als vianants, es va declarar Monument Historicoartístic el 1939.
No obstant això, l'aspecte més interessant d'aquest pont té a veure amb el seu nom. La seva etimologia ha despertat diverses teories. La més tradicional relaciona el nom de Miluze amb un fet tràgic allí esdevingut: a l'abril de 1351 van ser penjats uns cavallers per fer front al rei Carles II, davant del qual en el mateix pont es van negar a pagar impostos, segons una versió, o es van queixar del tracte rebut pels delegats del monarca, segons una altra versió. El rei, contrariat, va ordenar el seu ajusticiament en aquell lloc. Van ser penjats del pont i les seves llengües llargues de penjats (mihi luze en èuscar) van donar el nom al viaducte. No obstant això, el topònim es documenta amb anterioritat i el més factible és que provingui de fonoll (en basc, milu). Una altra hipòtesi amb menys pes el relaciona amb amil luze ('precipici llarg'). També en aquest pont sant Miquel d'Aralar, -l'Àngel d'Aralar- s'acomiada dels pamplonesos.